# دوشان لویدا
 دوشان لویدا (انگلیسی: Dušan Lojda؛ زادهٔ ۸ مارس ۱۹۸۸) یک تنیس‌باز اهل جمهوری چک است.